# Johann Gustav Bernhard Droysen
Johann Gustav Bernhard Droysen (ur. 6 lipca 1808 w Trzebiatowie, zm. 19 czerwca 1884 w Berlinie) – niemiecki historyk, prekursor tzw. pruskiej szkoły historycznej, twórca określenia „epoka hellenistyczna”.
Urodził się w Trzebiatowie. Uczęszczał do gimnazjum w Szczecinie, a następnie studiował na Uniwersytecie w Berlinie. W roku 1833 uzyskał na tym uniwersytecie tytuł privatdozent, a w 1835 profesora. W swojej pracy zajmował się głównie historią starożytną, a w szczególności okresem panowania Aleksandra Wielkiego i późniejszym. Właśnie w pracach na temat tego okresu po raz pierwszy użył określenia epoka hellenistyczna. Od 1840 był profesorem uniwersytetu w Kilonii, od 1851 wykładał w Jenie, od 1859 ponownie w Berlinie.
Był dwukrotnie żonaty, miał dwóch synów:
- Gustawa – historyka znanego z takich dzieł jak: Gustav Adolf (Lipsk, 1869–1870); Herzog Bernhard von Weimar (Lipsk, 1885); Historischer Handatlas (Lipsk, 1885)
- Hansa – historyka badającego historię starożytnej Grecji